# Bullismo

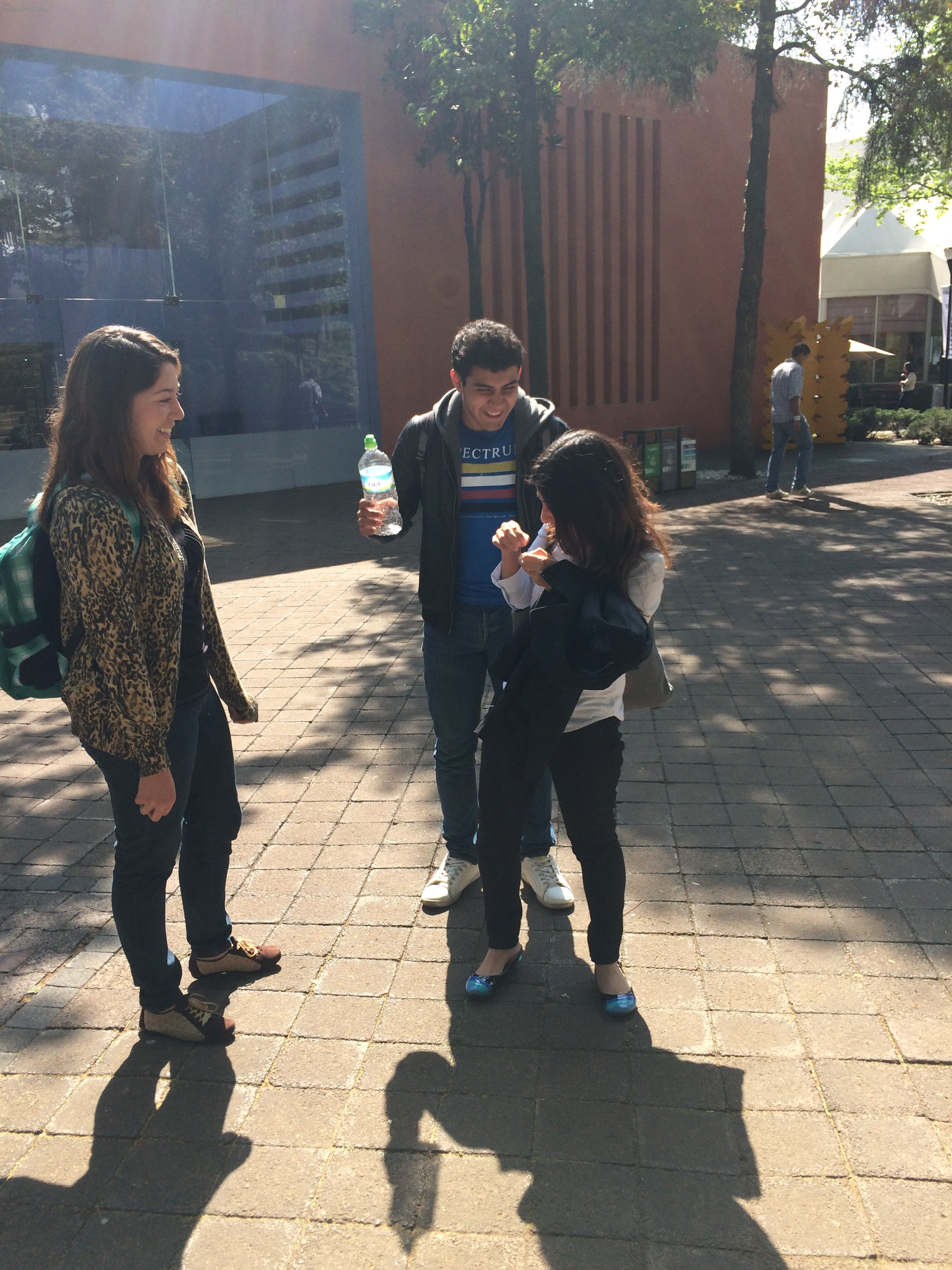
Esemplificazione di bullismo verbale contro una ragazza

Il bullismo è un comportamento prevaricatore di natura fisica e/o verbale, caratterizzato da molestia e aggressività anche di tipo minaccioso, sempre di natura intenzionale o intenzionalmente non inibita. 
È pertanto diretto verso una o più persone da parte di una o più persone, in particolare tra coetanei adolescenti o giovanissimi adulti, verso una parte considerata più debole e/o incapace di difendersi adeguatamente.
Sebbene tra i ricercatori la definizione di bullismo non sia sempre condivisa, molti concordano sul fatto che il bullismo è una particolare forma di comportamento aggressivo, e a differenza delle altre forme di aggressività, è caratterizzato da tre variabili fondamentali:
- intenzionalità;
- reiterazione;
- asimmetria di potere[2].

Il bullo mira intenzionalmente a danneggiare, da un punto di vista fisico e/o psicologico e/o sociale, una vittima debole, o perché debole di suo oppure perché isolata (asimmetria di potere), agendo con uno o più comportamenti di tipo aggressivo e per un periodo di tempo non determinato a priori (reiterazione).
In letteratura, sono state descritte diverse forme di bullismo. Ad esempio, il bullismo palese o diretto implica aggressioni fisiche, come colpire, dare spintoni, fare sgambetti, tendere trappole oppure prodursi in minacce verbali e/o insulti e/o prese in giro o canzonature. Il bullismo nascosto o indiretto è meno esplicito, e si concretizza generalmente in esclusione sociale, pettegolezzi (anche di circostanze non vere) oppure mimica facciale non amichevole o che esprime disgusto e/o disprezzo.
Il bullismo trova la sua natura più congeniale nelle dinamiche di gruppo, data la presenza frequente di coetanei e/o sodali durante gli episodi di bullismo, coetanei e/o sodali che possono anche assistere passivamente, oppure schierarsi con la vittima, oppure ancora manifestare consenso esplicito al comportamento aggressivo del bullo, e buon ultimo prendervi parte.
La componente sadica gioca anch'essa un ruolo non secondario nelle manifestazioni di bullismo.

## Prevalenza del fenomeno

### In Italia
L'indagine Istat Bambini e ragazzi: comportamenti, atteggiamenti e progetti futuri realizzata tra maggio e ottobre 2021, ha evidenziato come il 9,4% degli intervistati (un campione di 350 mila ragazzi) ha dichiarato di aver assistito in prima persona o di essere venuto a conoscenza di episodi di bullismo o cyberbullismo sui suoi compagni di scuola. 
Sono soprattutto i ragazzi delle scuole secondarie di primo grado ad avere assistito o a essere venuti a conoscenza di questo tipo di comportamenti (11,7%, contro il 7,9 delle scuole secondarie di secondo grado). 
Tra le ragazze, la quota è più alta rispetto ai coetanei maschi: rispettivamente 11,3% contro 7,6%. Per i ragazzi stranieri la percentuale di persone che hanno assistito o saputo di episodi di bullismo o cyberbullismo sale al 12% (per gli italiani è 9,2%); si deve inoltre registrare che per gli stranieri la quota di coloro che non risponde è notevolmente più elevata di quella registrata tra gli italiani: 7,7% contro 2,9%; anche questo potrebbe essere interpretato come un segnale di maggior disagio rispetto a questo tipo di fenomeno.
L’indagine ha poi approfondito l’eventuale esperienza personale di episodi di bullismo o cyberbullismo durante il periodo della diffusione del Covid-19 (tra marzo 2020 e l’estate 2021), chiedendo se alla persona durante la pandemia fosse capitato di: 
- essere offeso (anche online) con soprannomi, parolacce, insulti;
- essere preso in giro (anche online) per l’aspetto fisico o per il modo di parlare;
- essere preso di mira raccontando in giro storie sul suo conto (sparlando) (anche online);
- essere colpito con spintoni, botte, calci, pugni.

In generale, l’88,6% degli studenti e delle studentesse intervistate ha dichiarato di non essere stato interessato da nessuno di questi comportamenti. Tra le ragazze, la quota di coloro che ha vissuto almeno una di queste situazioni di disagio è più elevata: 12,5% contro il 10,3% dei ragazzi. 
Si riscontrano notevoli differenze per cittadinanza: tra gli italiani la quota di chi ha vissuto almeno uno degli episodi elencati arriva all’10,9%, tra gli stranieri è del 18,2%. I più piccoli si confermano come la fascia di popolazione maggiormente a rischio: nelle scuole secondarie di secondo grado ha vissuto una di queste esperienze il 9,8% degli alunni; nelle scuole secondarie di primo grado quasi il 14%.
A partire da settembre 2023 e fino a marzo 2024, l’Istat sta realizzando una nuova indagine dedicata a tutta la popolazione residente tra gli 11 e i 19 anni, su un campione rappresentativo per sesso, cittadinanza e ripartizioni geografiche.

## Aspetti concettuali

### Definizione di bullismo

#### Etimologia
In italiano il termine bullismo è calco dall'inglese bullying, agevolato dalla omografia della radice, e pertanto poco rilevante dal punto di vista etimologico. Più interessante l'etimologia di bullying: secondo il dizionario di etimologia online Harper, la parola bully, da cui poi origina il verbo, risalirebbe al 1530, ma il significato differiva notevolmente dalle accezioni moderne. 
Nel 1500, bully significava innamorato, con probabile origine dalla parola olandese boel, che significa amante o anche fratello. Durante il diciassettesimo secolo la parola subisce una mutazione semantica, diventando spaccone oppure molestatore dei più deboli. Durante il diciottesimo secolo, la parola fu poi usata per riferirsi ai protettori di prostitute. 
Come verbo, to bully potrebbe risalire al 1710, originatasi dal sostantivo per indicare i comportamenti di prevaricazione con molestie e/o minacce. La forma in -ing (bullying) potrebbe avere avuto origine nel 1770, per indicare gli stessi comportamenti messi in atto ripetutamente e con sistematicità.

#### Semantica
Il bullismo (in lingua inglese bullying) comprende una vasta gamma di comportamenti sociali intenzionalmente e ripetutamente diretti a danneggiare fisicamente o psicologicamente, o quantomeno infastidire, persone o gruppi di persone percepite come più deboli dal soggetto che li perpetra.
Ancora più specificatamente, il bullismo è un comportamento caratterizzato da intenzionalità, sgradito dal destinatario, in grado di produrre danni psicofisici anche di grave entità, compiuto almeno due volte, e che sottende un tentativo di prevaricazione o di messa in ridicolo della vittima, sempre all'interno di una dinamica socio-relazionale che intende definire nel "gruppo" ruoli e status in funzione della rappresentazione della realtà (spesso distorta) da parte del bullo e dei suoi eventuali sodali a vario titolo collusi.
Con il comportamento di bullismo, si avranno pertanto comportamenti e/o atteggiamenti e/o emozioni ad esso associati e classificabili in:
- fisici, come ad esempio attacco fisico o contatto fisico sgradito dalla vittima ma anche infastidendola con rumori o stimoli visivi;
- verbali, come ad esempio canzonature o minacce alla vittima;
- relazionali, come ad esempio escludere o provare a escludere, in modo totale o parziale, la vittima o le vittime dal "gruppo", utilizzando modalità di vario genere, come ad esempio non rispettando intenzionalmente il turno di parola o diffondendo segreti o notizie contro la volontà (anche ragionevolmente presumibile) della vittima. I segreti e le notizie possono essere anche false[14].

Il bullismo come fenomeno sociale e deviante è oggetto di studio tra gli esperti delle scienze sociali, della psicologia giuridica, clinica, dell'età evolutiva e di altre discipline affini.  Il termine viene usato per descrivere il fenomeno soprattutto in ambito scolastico, sebbene non esista una definizione univoca per gli studiosi. 
Qualora tali atti siano perpetrati via internet si parla di cyberbullismo, intendendosi con tale termine comportamenti e/o atteggiamenti e/o emozioni classificabili in verbali e relazionali (quindi non di natura fisica) perpetrati per mezzo delle nuove tecnologie (internet e social media). Il cyberbullismo comporta l'uso della comunicazione mediata dal computer per attivare e/o supportare comportamenti deliberati, ripetuti e ostili da parte di un individuo o gruppo verso un individuo o gruppo.
Letteralmente, il termine "bullo" significherebbe "prepotente"; tuttavia, la prepotenza, come alcuni autori hanno avuto modo di rilevare, è solo una componente del bullismo, che è da intendersi come un fenomeno multidimensionale. 
In Inghilterra non esiste una definizione univoca, mentre in Italia, con il termine «bullismo», si indica generalmente «il fenomeno delle prepotenze perpetrate da bambini e ragazzi nei confronti dei loro coetanei soprattutto in ambito scolastico».
In Scandinavia, soprattutto in Norvegia e Danimarca, per identificare il fenomeno viene correntemente utilizzato il termine mobbing, così come in Svezia e Finlandia derivante dalla radice inglese mob stante a significare «un gruppo di persone implicato in atti di molestie». che è, appunto, il calco dell'inglese bullying.

#### La definizione data dai diversi autori
Il termine bullismo viene spesso utilizzato per riferirsi a fenomeni di violenza tipici degli ambienti scolastici, ma può verificarsi anche in altri contesti sociali riservati ai più giovani. Lo stesso comportamento, o comportamenti simili, in altri contesti, sono identificati con altri termini, come mobbing in ambito lavorativo o nonnismo nell'ambito delle forze armate. A partire dagli anni 2000, con l'avvento di Internet, si è andato delineando un altro fenomeno legato al bullismo, anche in questo caso diffuso soprattutto fra i giovani, il cyberbullismo.

## I programmi di ricerca

### Inquadramento storico della ricerca sul bullismo
Il primo autore in assoluto a pubblicare un testo, sia pure non accademico, sul bullismo, oltre che utilizzare per primo il termine medesimo, fu il medico e conduttore radiofonico Peter-Paul Heinemann (1931-2003), un ebreo di origine tedesca nato nel 1931 a Colonia e fuggito nel 1938 assieme alla sua famiglia in Svezia, a causa delle persecuzioni razziali. 
Nel 1972 pubblicò Mobbning: Gruppvåld bland barn och vuxna (Bullismo: Violenza di gruppo tra bambini e adulti), raccogliendo e ampliando una serie di articoli che erano precedentemente apparsi sul quotidiano svedese Dagens Nyheter già a partire dal 1969. 
Heinemann fu ispirato, sia riguardo al tema trattato che all'utilizzo della parola mobbing, dalla lettura del famoso libro di Konrad Lorenz L'aggressività. 
Il primo in assoluto a pubblicare un articolo scientifico fu Dan Olweus, che nel 1973 pubblicò Hackkycklingar och översittare: forskning om skolmobbning (Vittime e carnefici: ricerca sul bullismo scolastico). 
Heinemann, forse influenzato da analoghe riflessioni di quel periodo sull'Olocausto e le responsabilità del popolo tedesco, definiva il bullismo come "un'aggressione di gruppo verso un individuo o un altro gruppo in un qualche modo provocata da questi ultimi" e ancora i bulli come "bambini altrimenti normali che in particolari circostanze diventano loro malgrado aggressivi". 
Olweus accettò solo in parte le ipotesi avanzate da Heinemann, rifiutando qualunque colpevolizzazione della vittima, definendo il bullo come "colui che prende l'iniziativa e che è esclusivamente responsabile dell'episodio di bullismo, salvo rare eccezioni". 
Mentre Heinemann aderiva ad alcune teorie vittimologiche in voga in quel periodo che definivano la situazione e il comportamento della vittima come variabili indipendenti in grado di spiegare buona parte della varianza del fenomeno, Olweus si focalizzò principalmente sul comportamento di tutti i soggetti coinvolti (vittime, persecutori e spettatori più o meno passivi).
Tuttavia, il bullismo non ebbe presso l'opinione pubblica di quegli anni la stessa risonanza che successivamente avrà, almeno fino al 1982, quando un giornale norvegese riportò la notizia del suicidio in un brevissimo arco di tempo di tre giovani di età compresa tra i dieci e i quattordici anni, vittime di atti di bullismo perpetrati ai loro danni da un gruppo di coetanei. 
Nell'autunno dell'anno successivo, Olweus fu chiamato dal Ministero della Pubblica Istruzione norvegese per avviare nelle scuole di ogni ordine e grado una campagna di prevenzione e contrasto del bullismo scolastico.

### La ricerca attuale
Dal 2000 è in atto a livello europeo una rilevazione di dati che consenta un confronto della diffusione del fenomeno del bullismo in vari Paesi europei. Il progetto E-ABC (Europe Anti-Bullying-Project), promosso dalla Commissione Europea, riunisce vari Paesi, ciascuno rappresentato da un'organizzazione nazionale che si impegna nella prevenzione del bullismo.
Secondo l'ndagine conoscitiva sulla condizione dell’infanzia e dell’adolescenza condotta nel 2011 da Eurispes e Telefono Azzurro su un campione di 21 scuole, le forme di prevaricazione più comunemente subite da bambini e ragazzi sono la diffusione di informazioni false o cattive sul proprio conto (26,2%), provocazioni e prese in giro ripetute (22,8%), essere oggetto di offese immotivate (21,6%). Il 10,4% degli intervistati ha detto di subire una continua esclusione/isolamento dal gruppo dei pari. 

## Variabili indipendenti del bullismo

### I tre principali criteri definitori
Nonostante il dibattito in corso su come definire e concettualizzare il bullismo, i tre criteri definitori:
- intenzione a nuocere
- ripetitività
- asimmetria di potere

sono ampiamente accettati, utilizzati e citati dalla comunità scientifica.
Vale a dire un'azione intenzionale eseguita al fine di arrecare danno alla vittima, continuata e protratta nei confronti di un particolare soggetto, caratterizzata da uno squilibrio di potere tra chi compie l'azione e chi la subisce (ad esempio per la mancanza di una tecnica di autodifesa).

### Gli attori e i rispettivi ruoli
Nel bullismo intervengono diversi attori, sia attivamente che passivamente:
- il bullo: è colui che prende l’iniziativa nel fare prepotenze ai compagni, si presenta come leader di un gruppo e non è mai da solo. Può essere un bambino o un ragazzo, sia maschio che femmina, e solitamente sceglie come vittima qualche compagno/a con caratteristiche diverse, come ad esempio colore della pelle, orientamento sessuale, forte sensibilità, religione, ecc.
- il gruppo di amici o “sodali” del bullo: sono coloro che solitamente che hanno poca notorietà tra i compagni, che rinforzano l’azione del bullo ridendo, applaudendo o incitando e coronandolo come “capo”. Possono anche partecipare in modo attivo nelle vicende, ma sempre da una posizione secondaria rispetto al bullo.
- la vittima: è colui che solitamente presenta qualche elemento di diversità ed è più fragile (asimmetria della relazione) dei compagni. Tende ad essere da sola, non ha amici oppure ha degli amici ma con altre difficoltà simili.
- il difensore della vittima: è chi consola e difende, chi chiede aiuto ad un adulto o comunque chi cerca delle modalità per far cessare le prepotenze. Questa figura è molto importante, ma purtroppo non sempre presente.
- gli osservatori passivi: definiti anche come la massa silenziosa, che non partecipa delle azioni ma non fa nulla al rispetto. Solitamente sono coscienti della situazione, ma non agiscono per diverse ragioni, come la paura, il non sapere che fare o il pensare che non è cosa loro[29].

### Il bullo e/o l'istigatore
Sebbene molto spesso, quando si parla di bullismo, si tenda ad applicare una facile e semplice dicotomia tra leader e gregario, la letteratura in materia è pressoché concorde nel ritenere che non esista un solo tipo di bullo, ma che sia possibile individuarne alcune specifiche tipologie, tutte caratterizzate da proprie peculiarità, caratteristiche e schemi comportamentali. 
È bene precisare che tracciare il profilo del soggetto che si comporta da bullo non è mai semplice, soprattutto perché, trattandosi di individui in età evolutiva e con un carattere non ancora formato, sono comunque soggetti, con la crescita, a numerosi cambiamenti anche radicali. In genere, si tende a distinguere tra "bullo leader", "bullo cinico", "bullo agitato", "bullo aggressivo", "bullo amico".
Sviluppi nella ricerca hanno dimostrato che fattori come l'invidia e il risentimento possono essere indicatori di rischio per diventare un bullo. I risultati sull'autostima, in particolare, sono controversi: mentre alcuni evidenziano un aspetto narcisistico, altri mostrano vergogna o imbarazzo.

### La vittima
Mentre in superficie il bullismo cronico può apparire come una semplice azione di aggressione perpetrata su vittime casuali, il ciclo di riattivazione del bullismo può essere visto come una risposta inadeguata da parte della vittima verso l'aggressore, cioè di una risposta che è vista come stimolante da parte del bullo al fine di porre in essere i propri propositi devianti. D'altro canto, una risposta adeguata presuppone la capacità da parte della vittima di ignorare le attenzioni dell'aggressore oppure di stare al gioco nell'ambito dei processi di comunicazione fra pari.
La vittima designata, comunque, deve necessariamente dimostrare in qualche modo di non essere intenzionata a continuare a subire alcuna intimidazione né altri sintomi che possano favorirne l'insorgenza. Quei soggetti, infatti, che riescono subito a scoraggiare chiunque a effettuare nuovi tentativi di approccio deviante, sono coloro che più di tutti riescono a sfuggire dal distruttivo ciclo abusivo. 
D'altro canto coloro che reagiscono rapidamente a situazioni nelle quali si percepiscono delle vittime, tendono a diventare più frequentemente delle potenziali vittime del bullismo.

### Il bullo-vittima o vittima reattiva
Secondo uno studio di Barker, Arsenault, Brendgen, Fontan, Maughan (2008) l’idea che i bulli e le vittime siano sempre due ruoli separati necessita di revisioni. Nonostante gli attori del fenomeno del bullismo seguano dei veri e propri script, cioè ruoli stabiliti in una sequenza stereotipata (Menesini, 2003), che dipendono dalle caratteristiche personali e dalle aspettative degli altri nelle interazioni sociali, il ruolo del bullo vittima o vittima reattiva risulta più spurio degli altri. Egli appare come il più problematico degli attori coinvolti nel bullismo, il suo profilo è stato definito secondo la teoria socio cognitiva e secondo la teoria dell’attaccamento. Il bullo vittima sembra distinguersi dalle vittime passive per un’incompetenza sociale generalizzata e per l’inefficacia nell’opporsi al suo aggressore.
Egli presenta una combinazione del modello reattivo aggressivo (tipico del bullo) e del modello reattivo ansioso (tipico della vittima). Da un lato è oggetto di aggressione da parte dei suoi pari, dall’altro reagisce alle offese subite facendo ricorso alla forza (Cerutti et al. 2005). Ciò che distingue le vittime provocatrici da quelle passive è proprio il tentativo di combattere i loro aggressori. Le vittime reattive di solito risultano sgradite anche agli adulti perché manifestano irrequietezza e distrazione e cercano di prevaricare a loro volta attivando situazioni di elevata conflittualità (Cerutti et al., 2008). Questi spesso hanno un comportamento iperattivo, problemi di concentrazione, un concetto di sé per lo più negativo, risultano ansiose e insicure (Cerutti et al, 2008). Il bullo vittima proviene spesso da ambienti ad alto rischio di abuso e maltrattamento, per questo incontra molte difficoltà nelle esperienze sociali (Espelage, Holt, 2006). 
Infatti, la vittima provocatrice vive nella relazione con l’altro un’alternanza di status (Menesini, 2003).  La vittima reattiva, presentando le difficoltà comuni sia ai bulli che alle vittime, ha maggiore probabilità di sviluppare problemi di adattamento rispetto agli altri attori.  In particolare la scarsa modulazione dell’aggressività incide sui comportamenti antisociali che possono incontrare il loro picco durante la tarda adolescenza o durante la giovane età adulta (Barker, Arsenault, Brendgen, Fontaine, Maughan, 2008). 
Secondo Perry, Perry e Kennedy (1992) la teoria dell’attaccamento e la teoria socio cognitiva potrebbero spiegare l’incompetenza sociale del bullo vittima e la sua centrale difficoltà di gestione del conflitto. Il bullo vittima potrebbe aver subito vittimizzazione anche in famiglia o in ambienti extrafamiliari (Espelage, Holt, 2006). Le possibili conseguenze del bullo-vittima dipendono anche dal ruolo disadattivo delle strategie di interazione di tipo aggressivo. Le conseguenze psicopatologiche cui va incontro la vittima reattiva implicano un’ampia serie di problemi di adattamento e difficoltà comuni sia ai bulli che alle vittime passive. Per queste ragioni la collaborazione tra la scuola e la famiglia assume un ruolo centrale per l’intervento e la sua efficacia.

### Gli spettatori
Gli spettatori a seconda del loro tipo di reazione alla vicenda, che sia passiva di accettazione o di timore o che sia attiva di incitamento o di contestazione rivestono un ruolo spesso fondamentale nell'evolvere dei soprusi.

## Le tipologie di bullismo
Il bullismo può includere una vasta gamma di comportamenti diretti, ad esempio violenza, attacchi e/o offese verbali, discriminazione, molestie, il plagio e altre vessazioni oppure di comportamenti indiretti, tesi ad ottenere l'allontanamento dal gruppo e l'isolamento utilizzando sistemi come la mormorazione, il rifiuto a socializzare con la vittima, il tentativo di isolarla, mettendo in evidenza caratteristiche fisiche o, addirittura, le sue capacità intellettuali (ad esempio, uno studente particolarmente brillante potrebbe diventare oggetto di scherno come "secchione") fino ad arrivare a spaventare i suoi amici, in modo da indurli ad allontanarsi. 
Accanto a metodi attivi, finalizzati a emarginare o ferire la vittima, ce ne sono altri di tipo differente, più subdoli, secondo il modello comportamentale del "bullo amico", che, simulando amicizia e accettazione della vittima all'interno del gruppo, nascondono il tentativo di procurarle danni o violenze, ad esempio, sottoponendo la vittima a rituali umilianti, illegali o pericolosi (a seconda dell'età o del contesto, i rituali possono variare e consistere nell'invito a commettere un reato, partecipare a una competizione clandestina in auto o in moto, assumere una grande quantità di alcool o sostanze stupefacenti, fumare ecc.). 
Lo scopo è quello di alzare sempre più la posta in modo da esporre la vittima a rischi sempre maggiori per poi colpirla nel momento di maggiore debolezza o stanchezza oppure in quello di maggior fiducia in sè stessa da parte della vittima.
In diverse circostanze, le vittime possono essere scelte in maniera casuale o arbitraria, specialmente nei gruppi sociali in cui la mentalità bulla può ottenere proseliti nella gerarchia del medesimo gruppo quando, ad esempio, i meccanismi di difesa del gruppo possono essere raggirati in modo tale che non sia necessario andare a cercare le vittime fuori da quel gruppo. Il ciclo di tale comportamento implica, qualche volta, una previsione maggiore delle possibili risposte delle eventuali vittime, rispetto a quei gruppi dove la mentalità bulla si trova a uno status ancora primitivo e dove, idealmente, è ancora possibile intervenire per recuperare i soggetti.

## Fattori di rischio del bullismo

### Fattori socioculturali

#### Omofobia
Il bullismo nei confronti di queste persone si caratterizza per comportamenti, specialmente di tipo verbale e denigratorio, specialmente in ambienti dominati da stereotipi e pregiudizi nei confronti di gay, lesbiche, bisessuali e transessuali.

#### Soggetti disabili
A causa della propria condizione, molti atti di bullismo compiuti su questo tipo di persone sono spesso confusi con i crimini d'odio.

#### Il bullismo scolastico
A scuola, il bullismo si verifica non solo in classe ma in tutti gli ambienti che permettono le relazioni tra pari quali palestre, bagni, scuola bus, laboratori o all'esterno. In tali casi si pongono in essere dei comportamenti devianti tesi a isolare un compagno e guadagnare il rispetto degli attendenti che, in tal modo, eviteranno di diventare a loro volta delle vittime designate.
In molte scuole si stanno predisponendo dei codici di condotta anche per gli insegnanti. Per contrastare il fenomeno si può ricorrere a sospensioni, pagelle e respingimenti, o anche castighi corporali che spesso però non fanno altro che peggiorare il fenomeno. Queste soluzioni, infatti, non considerano il dialogo che il docente potrebbe instaurare con lo studente.
In alcuni casi sono gli stessi insegnanti che, per svariate quanto deprecabili ragioni, ridicolizzando o umiliando un alunno/a (per i suoi risultati e/o per caratteristiche personali) davanti ai propri compagni, invitano questi ultimi, esplicitamente o implicitamente, a prenderlo/la di mira, innescando la spirale di isolamento e/o di violenza fisica/morale tipica del bullismo.
Il fenomeno si riscontra anche nelle università e negli enti di ricerca dove sono più frequenti i rapporti tra docenti e propri assistenti, intesi sia come ricercatori sia come dottorandi.

#### Nei luoghi di lavoro
Le statistiche mostrano che il bullismo è più frequente sul posto di lavoro e che, mentre un impiegato su 10 000 diventa una vittima di mobbing, uno su sei subisce atti di bullismo, molti dei quali non sono necessariamente illegali nel senso che non sono previste dalla policy organizzativa del datore di lavoro. Un'altra fattispecie sono le molestie sessuali che colpiscono soprattutto le donne, in tal senso gli studi presentano delle lacune sui danni subiti dagli uomini.

#### Su internet
Questa forma di bullismo, chiamata cyberbullismo, è molto diffusa ma non sempre rilevata a causa dell'anonimato con cui agiscono gli aggressori magari tramite l'uso di email, forum asincronici, siti web, social network, ecc.
Secondo l'Indagine nazionale sulla Condizione dell'Infanzia e dell'Adolescenza pubblicata nel 2011 un quinto dei ragazzi ha trovato in Internet informazioni false sul proprio conto: “raramente” (12,9%), “qualche volta” (5,6%) o “spesso” (1,5%). Con minore frequenza si registrano casi di messaggi, foto o video dai contenuti offensivi e minacciosi, ricevuti “raramente”, “qualche volta” o “spesso” dal 4,3% del campione; analoga percentuale (4,7%) si registra anche per le situazioni di esclusione intenzionale da gruppi on-line.

## Le conseguenze sulla vittima
Gli effetti del bullismo sul benessere di bambini e adolescenti vittime sono spesso devastanti, come ampiamente documentato dalla letteratura.
Le vittime di bullismo hanno dichiarato di intrattenere insoddisfacenti (per qualità e numero) relazioni interpersonali con il loro coetanei, e quindi senso di solitudine, bassa autostima, sintomi di depressione e ansia, ritiro sociale e pensieri suicidari.
Viceversa, i bulli riportano un livello più elevato di sintomi esternalizzanti, tra cui aggressività generale, comportamenti delinquenziali e di violazione delle regole e uso di sostanze.
Gli individui che sono sia bulli che vittime (sempre di bullismo) sono a più alto rischio di sviluppare problemi sociali e di salute mentale.

## Normativa e giurisprudenza in Italia

### Leggi ordinarie
La legge 29 maggio 2017, n. 71, “Disposizioni a tutela dei minori per la prevenzione ed il contrasto del fenomeno del cyberbullismo” pubblicata nella «Gazzetta Ufficiale» n. 127 del 3 giugno 2017, nasce con l’obiettivo di contrastare il fenomeno del cyberbullismo attraverso azioni di carattere preventivo e attuando una strategia di attenzione, tutela ed educazione nei confronti dei minori coinvolti, sia nella posizione di vittime sia in quella di responsabili di illeciti. Inoltre prevede alcuni importanti strumenti tra cui la richiesta di rimozione di contenuti lesivi della dignità del minore (art.2) e l'ammonimento del questore (art.7).
Più nel dettaglio, la legge: 
- individua la finalità dell'intervento nel contrasto del cyberbullismo in tutte le sue manifestazioni attraverso una strategia che comprende misure di carattere preventivo ed educativo nei confronti dei minori (vittime e autori del bullismo sul web) da attuare in ambito scolastico;
- prevede che il minorenne che abbia compiuto 14 anni e sia vittima di bullismo informatico (nonché ciascun genitore o chi esercita la responsabilità sul minore) possa rivolgere istanza al gestore del sito Internet o del social media o, comunque, al titolare del trattamento per ottenere provvedimenti inibitori e prescrittivi a sua tutela (oscuramento, rimozione, blocco di qualsiasi altro dato personale del minore diffuso su Internet, con conservazione dei dati originali). Il titolare del trattamento o il gestore del sito Internet o del social media deve comunicare, entro 24 ore dall'istanza, di avere assunto l'incarico e deve provvedere sulla richiesta nelle successive 48 ore. In caso contrario l'interessato può rivolgere analoga richiesta, mediante segnalazione o reclamo, al Garante per la protezione dei dati personali che deve provvedere, in base alla normativa vigente, entro le successive 48 ore;

- istituisce un tavolo tecnico per la prevenzione ed il contrasto del cyberbullismo e prevede l'adozione, da parte del MIUR, sentito il Ministero della giustizia, di apposite linee di orientamento - da aggiornare ogni due anni - per la prevenzione ed il contrasto del cyberbullismo nelle scuole. In particolare, le linee di orientamento dovranno prevedere una specifica formazione del personale scolastico, la promozione di un ruolo attivo degli studenti e la previsione di misure di sostegno e rieducazione dei minori coinvolti;
- prevede la designazione, in ogni istituto scolastico, di un docente con funzioni di referente per le iniziative contro il cyberbullismo che dovrà collaborare con le Forze di polizia, e con le associazioni e con i centri di aggregazione giovanile presenti sul territorio;
- prevede interventi di caratteri educativo in materia di cyberbullismo (finanziamento di progetti e promozione dell'uso consapevole di internet);
- in caso di episodi di cyberbullismo in ambito scolastico, prevede inoltre l'obbligo da parte del dirigente responsabile dell'istituto di informare tempestivamente i genitori (o i tutori) dei minori coinvolti e di attivare adeguate azioni educative;
- applica la disciplina sull'ammonimento del questore, mutuata da quella dello stalking, anche al cyberbullismo: fino a quando non sia stata proposta querela o presentata denuncia per i reati di ingiuria, diffamazione, minaccia o trattamento illecito di dati personali commessi, mediante Internet, da minorenni ultraquattordicenni nei confronti di altro minorenne, il questore - assunte se necessario informazioni dagli organi investigativi e sentite le persone informate dei fatti - potrà convocare il minore responsabile (insieme ad almeno un genitore o ad altra persona esercente la responsabilità genitoriale), ammonendolo oralmente ed invitandolo a tenere una condotta conforme alla legge[66].

In data 17 maggio 2024 il Senato ha approvato il testo unificato delle proposte di legge 536, 891 e 910, recante disposizioni in materia di prevenzione e contrasto del bullismo e del cyberbullismo. La legge, dal titolo "Disposizioni e delega al Governo in materia di prevenzione e contrasto del bullismo e del cyberbullismo", è entrata in vigore il 14 giugno 2024.
In particolare:
- l'art. 1, interviene sulla legge n. 71/2017, estendendone il perimetro di applicazione dalla prevenzione e contrasto del solo cyberbullismo anche alla prevenzione e contrasto del bullismo, incrementando le risorse a disposizione per campagne informative di prevenzione e sensibilizzazione, prevedendo l'adozione, da parte di ciascun istituto scolastico, di un codice interno per la prevenzione e il contrasto del bullismo e del cyberbullismo, nonché la predisposizione per gli istituti scolastici, da parte delle regioni, di servizi di sostegno psicologico e di coordinamento pedagogico, nonché l'obbligo, a carico del dirigente scolastico che venga a conoscenza di episodi di bullismo e di cyberbullismo, di informare i genitori dei minori coinvolti e di applicare le procedure previste dalle linee di orientamento ministeriale, promuovendo adeguate iniziative di carattere educativo[67][69];
- l'art. 2 interviene sul regio decreto-legge 1404/1934 (cd. "legge minorile") e, in particolare, sulla disciplina delle misure coercitive non penali che possono essere adottate dal tribunale per i minorenni, inserendo espressamente, tra i presupposti per l'adozione di tali misure, il riferimento a condotte aggressive, anche in gruppo e per via telematica, nei confronti di persone, animali o cose o lesive della dignità altrui. Viene, inoltre, modificato il procedimento per l'adozione delle misure, prevedendo un intervento preliminare con un percorso di mediazione o un progetto di intervento educativo con finalità rieducativa o riparativa, sotto la direzione e il controllo dei servizi sociali minorili, all'esito del quale il tribunale può disporre la conclusione del procedimento, la continuazione del progetto, l'affidamento del minore ai servizi sociali o, come extrema ratio, il collocamento del minore in una comunità[67][69];
- l'art. 3 reca una delega legislativa al Governo per l'adozione, entro dodici mesi dalla data di entrata in vigore della legge, di uno o più decreti legislativi al fine di prevenire e contrastare il fenomeno del bullismo e del cyberbullismo. Si prevedono, fra l'altro, l'implementazione del numero pubblico di emergenza 114, rilevazioni statistiche da parte dell'ISTAT, l'obbligo di richiamare espressamente nei contratti con i fornitori di servizi di comunicazione elettronica le disposizioni civilistiche in materia di responsabilità dei genitori per i danni cagionati dai figli minori e le avvertenze del regolamento europeo in materia di servizi digitali e campagne di prevenzione e sensibilizzazione da parte della Presidenza del Consiglio[67][69];
- l'art. 4 istituisce la «Giornata del rispetto», quale momento specifico di approfondimento delle tematiche del rispetto degli altri, della sensibilizzazione sui temi della non violenza psicologica e fisica, del contrasto di ogni forma di discriminazione e prevaricazione. La Giornata ricorre il giorno 20 gennaio. Nella settimana che precede la Giornata, le scuole possono riservare adeguati spazi per lo svolgimento di attività didattiche volte a sensibilizzare gli alunni sul significato della ricorrenza stessa e delle attività previste dalla presente legge[67][69];
- l'art. 5 prevede che siano apportate, con successivo atto regolamentare, le opportune modifiche allo Statuto delle studentesse e degli studenti (DPR 249/1988), prevedendo, fra l'altro, nell'ambito dei diritti e doveri degli studenti, l'impegno della scuola a porre progressivamente in essere le condizioni per assicurare l'emersione di episodi di bullismo e cyberbullismo, di situazioni di uso o abuso di alcool o di sostanze stupefacenti e di forme di dipendenza[67][69].

### Codice penale
La condotta del soggetto che agisce da bullo, non integra un reato autonomo, ma è generalmente associabile, dal punto di vista penale, a diversi reati già previsti dal codice penale e dalla legislazione penale speciale. Possono infatti configurarsi alcuni reati tipici come, ad esempio, le percosse, le lesioni personali (art. 581 e 582 codice penale), la minaccia (art. 612), la diffamazione (595), il furto (art. 624), la rapina (art. 628) o danneggiamento di cose (art. 635), molestia o disturbo (art. 660), stupro (art. 609-bis), interferenze illecite nella vita privata (art. 615-bis), gli atti persecutori (612-bis) e la diffusione illecita di immagini o video sessualmente espliciti (612-ter).
Il bullismo è a volte sanzionato con pene maggiori dovute all'aggravante dei futili motivi. La Cassazione, con la sentenza n. 19070/2008, ha stabilito che ai casi di violenza gratuita debba applicarsi l’aggravante dei futili motivi. Il caso oggetto di sentenza riguardava un’aggressione a danno di un ragazzo che era stato prima oggetto di lancio di uova durante il carnevale, e poi picchiato..
A seconda dell’età del “bullo”, si possono aprire differenti scenari in ambito giudiziario:
– bullo minore di quattordici anni;
– bullo tra i quattordici e i diciotto anni;
– bullo maggiorenne.
Per i minori di quattordici anni esiste una presunzione assoluta di non imputabilità, il che significa che qualunque sia l’effettivo grado di sviluppo psicofisico del soggetto e indipendentemente dal reato che costui ha commesso, non potrà in nessun caso essere sottoposto a un procedimento penale.
Per quanto concerne, invece, il minore che si trova nella fascia compresa tra i quattordici e i diciotto anni, il codice prevede che questi sia imputabile soltanto se, al momento in cui ha commesso il fatto, abbia effettivamente la capacità di intendere e di volere.
Nell'ordinamento italiano, il compito di valutare la condotta e la personalità del minore non spetta ai giudici del tribunale ordinario, ma ai giudici del Tribunale per i minorenni

### In Europa
Non esiste una normativa europea di riferimento, e i giudici degli Stati membri identificano la legge applicabile in base all'interpretazione analogica di norme già esistenti, che inquadrano il bullismo come reati già codificati.

## I programmi anti-bullismo e altre strategie di intervento e fronteggiamento

### Il programma di prevenzione del bullismo di Olweus (OBPP)
Durante gli anni ’80, Dan Olweus implementò un programma di prevenzione dal bullismo che porta il suo nome (Olweus Bullying Prevention Program, o OBPP). Questo programma diventò nel 2000 l’unico programma in uso presso tutte le scuole norvegesi.
Dopo otto mesi dalla sua introduzione, il programma fu valutato da sette studi indipendenti condotti su larga scala e che reclutarono oltre 30.000 studenti norvegesi. I risultati evidenziarono una riduzione degli episodi di bullismo, rilevati attraverso questionari self-report, in una misura compresa tra il 35 e il 45 per cento rispetto alla rilevazione condotta otto mesi prima. L'OBPP venne implementato con successo anche in diversi altri paesi, tra cui Islanda, Svezia, Lituania e, in particolare, negli Stati Uniti, dove fu istituito uno specifico gruppo di formazione e ricerca presso la Clemson University nella Carolina del Sud e che ha formato fino ad oggi più di 500 formatori e/o istruttori OBPP. Il programma è stato implementato in più di 8.000 scuole statunitensi.
Il programma di Olweus contro il bullismo è uno dei 10 programmi (su oltre 600 finora vagliati) attualmente utilizzati in tutte le scuole statunitensi nonché l'unico programma sviluppato e implementato fuori dagli Stati Uniti.
Il programma è stato riconosciuto come programma modello dalla Substance Abuse and Mental Health Services Administration e come programma efficace dall'Office of Juvenile Justice and Delinquency Prevention e dal Department of Education degli Stati Uniti.
Una meta-analisi del 2009, finanziata dal Consiglio nazionale svedese per la prevenzione del crimine e condotta dai ricercatori dell'Università di Cambridge sotto la guida di David Farrington, ha evidenziato l'efficacia dell'OBPP, sottolineando la circostanza che l'OBPP era a quel momento l'unico programma evidence-based.

### I programmi in Italia
Il legislatore è intervenuto a più riprese sul tema della prevenzione e del contrasto, sia attraverso la Legge 71/2017 (per il contrasto del fenomeno del ciberbullismo attraverso azioni di prevenzione primaria e secondaria nonché psicoeducazione, rivolte sia alle vittime che ai responsabili) e sia attraverso l'aggiornamento delle linee guida (Decreto Ministeriale 18/2021) che consentono ai dirigenti, docenti e operatori scolastici di essere coinvolti attivamente nel contrato del fenomeno. La legge 234/2021 ha inoltre assegnato fondi speciali agli Uffici Scolastici Regionali, sempre in funzione della promozione delle opportune azioni di prevenzione e contrasto.
L’aggiornamento 2021 delle linee guida è il primo aggiornamento successivo alla loro introduzione, avvenuta per il tramite della legge 71/2017 ma di fatto richiamandosi a due precedenti dispositivi, la legge 107/2015, che introduceva tra gli obiettivi formativi prioritari nelle scuole italiane, lo sviluppo delle competenze digitali degli studenti, finalizzato anche ad un uso critico e consapevole dei social network e dei media e la legge 92/2019, che ha introdotto l'insegnamento dell'educazione civica in ogni ordine di scuola ed in particolare l'educazione alla cittadinanza digitale.
L’intento delle prime linee guida emanate nel 2017 era quello di sollecitare i dirigenti, i docenti e gli operatori scolastici ad intervenire con azioni di prevenzione e contrasto sul fenomeno del bullismo e del ciberbullismo, dotandoli di strumenti idonei e di comprovata evidenza scientifica (evidence-based).
Uno di questi strumenti è la Piattaforma ELISA (acronimo di E-Learning degli Insegnanti sulle Strategie Antibullismo), avviato nel 2018 dal Ministero dell'Istruzione e del Merito in collaborazione con un gruppo di ricercatori dell'Università degli studi di Firenze coordinati da Ersilia Menesini. La piattaforma consente la formazione gratuita dei docenti referenti in materia di bullismo e ciberbullismo che sono presenti in numero di due in ogni singolo istituto scolastico, al fine di permettere loro l'acquisizione di specifiche competenze psico-pedagogiche e sociali, fondamentali per intraprendere le azioni di prevenzione e contrasto. Secondo i dati del Ministero (anno scolastico 2022/23), alla piattaforma ELISA risultano iscritti 10.000 docenti italiani in rappresentanza del 70% di tutte le istituzioni scolastiche, primarie e secondarie.
Un altro strumento introdotto dalla legge 71/2017 è quello denominato Generazioni Connesse. Si tratta di un progetto realizzato dal Ministero dell'Istruzione e del Merito, cofinanziato dalla Commissione Europea e realizzato in partenariato con alcune delle principali istituzioni italiane che si occupano di sicurezza in Rete, come ad esempio la Polizia Postale e delle Comunicazioni, l'Autorità Garante per l'Infanzia e l'Adolescenza, MIBACT, Save the Children Italia, Telefono Azzurro, Università degli Studi di Firenze, Università degli Studi di Roma "La Sapienza". Generazioni Connesse è uno strumento multifunzione, in quanto si occupa di:
- implementazione di programmi di educazione sull'utilizzo sicuro di Internet (rivolti a studenti di ogni età, genitori, insegnanti, educatori e con la partecipazione attiva degli studenti più grandi nella fase di progettazione);
- webinar di approfondimenti su particolari aspetti come ad esempio il grooming[81], la comunicazione mediata dal computer sui social media, il dialogo tra genitori e figli, il deep fake, il ciberbullismo, la dipendenza dai video giochi e dal gioco on line, la dipendenza dalla Rete, il body shaming, lo zoombombing[82], il sexting ed altri ancora.
- helplines dedicate per segnalare la presenza online di materiale pedopornografico o altro materiale riconducibile a pratiche di uso scorretto della Rete[83].

L'aggiornamento del 2021 ha introdotto, tra le altre cose:
- le linee guida circa la costituzione di un Team Antibullismo e di un Team per l’Emergenza, o di un gruppo di lavoro integrato, costituito da docenti referenti, animatori digitali, dal dirigente scolastico e da altro personale qualificato;
- l'introduzione di un protocollo evidence-based di intervento strutturato per affrontare nell'immediatezza i casi di bullismo, compreso il far incontrare bullo e vittima oppure il coinvolgimento del gruppo classe o di possibili spettatori[84];
- raccomandazioni e individuazione delle responsabilità degli organi e del personale della scuola[85].

Inoltre, il disegno di legge 866 giacente alla data del 25 gennaio 2024 presso il Senato della Repubblica, prevede un'importante modifica alla legge 71, introducendo la possibilità di ricevere sostegno psicologico per la prevenzione di atti di bullismo e cyberbullismo, anche al fine di favorire lo sviluppo e la formazione della personalità degli studenti medesimi nonché di prevenire fattori di rischio o situazioni di disagio attraverso il coinvolgimento delle famiglie.
Altri servizi
114 è il numero telefonico di emergenza per i problemi dei minori, gestito dal Telefono Azzurro fin dal 2002. Disponibile anche come app per smartphone, dal 2019 è stato integrato da alcuni istituti scolastici con un servizio di consulenza psicologica e di pronto intervento della Croce Rossa Italiana.

## Il bullismo nella letteratura
Le aule sono state sempre teatro di conflitti duri che hanno rispecchiato i conflitti sociali rappresentandoli senza mezze misure, «anche la scuola del Cuore (1885) è segnata dalla violenza.  Non si tratta solo del famigerato Franti, il cattivo per eccellenza, ma perfino Garrone, l'esemplare di buono, «ha un coltello col manico di madreperla che trovò l'anno passato in piazza d'armi». Se poi passiamo ai professori, lo scrittore Pietro Micheli (Livorno 1865 - ivi 1934), nel romanzo Ribellione (1909) ci presenta un professor Prato, che non avendo coraggio di prendersela con gli studenti più pericolosi e «una promozione generale sarebbe stata scandalosa, ogni anno bocciava qualcuno del mansueto gregge».

### Saggi
- Chiarugi M. Anichini S., (2012) "Sono un bullo quindi esisto. I volti della violenza nella ricerca della felicità", Franco Angeli.
- Aleandri G. (2011) Giovani senza paura. Analisi socio-pedagogica del fenomeno bullismo, Roma, Armando.
- Iannaccone N. (a cura di), Stop al bullismo. Strategie per ridurre i comportamenti aggressivi e passivi a scuola, La Meridiana, 2005.
- Buccoliero E., Maggi M. (2005) Bullismo e bullismi: le prepotenze in adolescenza dall'analisi dei casi agli strumenti d'intervento, Milano, Angeli.
- Dominici R., Montesarchio G. (2003) Il danno psichico: mobbing, bulling e wrongful life: uno strumento psicologico e legale per le nuove perizie e gli interventi nelle organizzazioni, Milano, Angeli.
- Florindi, E., (2017) Bulli 2.0: bullismo e cyberbullismo: evoluzione di un fenomeno e possibili rimedi, Imprimatur, ISBN 978-88-6830-583-3.
- Garbarino J., De Lara E. (2003). And Words Can Hurt Forever: How to Protect Adolescents from Bullying, Harassment, and Emotional Violence Archiviato il 27 settembre 2011 in Internet Archive., The Free Press: New York NY.
- Guarino A., Lancellotti R., Serantoni G. (2011) Bullismo: aspetti giuridici, teorie psicologiche e tecniche di intervento, Milano, Angeli.
- Menesini Ersilia (a cura di), Bullismo: le azioni efficaci della scuola. Percorsi italiani alla prevenzione e all'intervento, Erickson, 2003, ISBN 978-8879465137.
- Mengheri M., Bianca Rita Berti, Lara Busoni, (2007) Il fenomeno del bullismo: come riconoscerlo, come intervenire, in "Sentieri", 7.
- Pini G.(2011), Prima del bullismo. La prevenzione del bullismo nelle scuole con il Teatro d'Animazione Pedagogico, Roma, Armando Curcio Editore. ISBN 978-88-95049-87-8
- Prati G., et al., (2010) Bullismo Omofobico, Milano, Editore Franco Angeli. ISBN 978-88-568-0738-7
- Zanetti M.A (2007), L'alfabeto dei bulli. Prevenire relazioni aggressive nella scuola, Trento, Centro Studi Erickson. ISBN 88-6137-118-3
- Zanetti M.A, et al., (2009) Il Fenomeno del bullismo. Tra prevenzione ed educazione, Roma, Ma.Gi. ISBN 978-88-7487-280-0
- Cerutti, Manca (2008). I comportamenti aggressivi. Percorsi evolutivi a rischio psicopatologico. Roma: Kappa Menesini. (2003).

### Romanzi e altri generi
- Albonico M., (2012) "Nemici miei. Una lunga storia di bullismo", Albatros Il Filo.
- Calabretta M., (2009) Le fiabe per... affrontare il bullismo. Un aiuto per grandi e piccini, Milano, Franco Angeli. ISBN 978-88-568-0677-9
- Filippo B., (2008) Bulli. Il romanzo choc di un adolescente, Milano, Mursia. ISBN 978-88-425-4090-8
- Lombardo Pijola M., (2007) Ho 12 anni faccio la cubista mi chiamano Principessa. Storie di bulli, lolite e altri bimbi, Milano, Bompiani. ISBN 978-88-452-5839-8